# یواس‌اس پی‌سی-۵۶۵
یواس‌اس پی‌سی-۵۶۵ (به انگلیسی: USS PC-565) یک زیردریایی بود که طول آن ۱۷۵ فوت (۵۳ متر) بود. این زیردریایی در سال ۱۹۴۲ ساخته شد.